# Discografia dei Guns N' Roses
La discografia dei Guns N' Roses, gruppo musicale rock statunitense attivo dal 1986, comprende sei album in studio, uno dal vivo, tre raccolte e quattro EP, oltre a svariati singoli e videoclip musicali.

## Discografia

### Album in studio
| Anno                                                                                               | Titolo | Classifiche | Classifiche | Classifiche | Classifiche | Classifiche | Classifiche | Classifiche | Classifiche | Classifiche | Classifiche | Classifiche | Classifiche | Vendite    | Certificazioni                                                                                             |
| Anno                                                                                               | Titolo | USA         | AUS         | AUT         | CAN         | GER         | ITA         | NL          | NOR         | NZL         | SWE         | SWI         | UK          | Vendite    | Certificazioni                                                                                             |
| -------------------------------------------------------------------------------------------------- | --- | ----------- | ----------- | ----------- | ----------- | ----------- | ----------- | ----------- | ----------- | ----------- | ----------- | ----------- | ----------- | ---------- | --- |
| 1987                                                                                               | Appetite for Destruction - Pubblicato: 21 luglio 1987 - Etichetta: Geffen - Formati: CD, LP, MC, download digitale  | 1           | 7           | 3           | 7           | 2           | 5           | 3           | 9           | 1           | 12          | 5           | 5           | 33.000.000 | - AUS: Platino (3) - CAN: Diamante - GER: Platino - ITA: Platino (3) - UK: Platino (4) - USA: Platino (18) |
| 1988                                                                                               | G N' R Lies - Pubblicato: 29 novembre 1988 - Etichetta: Geffen - Formati: CD, LP, MC, download digitale             | 2           | 18          | 10          | 16          | 37          | 8           | 12          | 6           | 5           | 7           | 15          | 22          | 15.000.000 | - AUS: Platino - GER: Oro - UK: Oro - USA: Platino (5)                                                     |
| 1991                                                                                               | Use Your Illusion I - Pubblicato: 17 settembre 1991 - Etichetta: Geffen - Formati: CD, LP, MC, download digitale    | 2           | 2           | 2           | 1           | 4           | 4           | 2           | 3           | 2           | 3           | 3           | 2           | 19.000.000 | - AUS: Platino (4) - CAN: Diamante - GER: Platino (2) - ITA: Platino - UK: Platino - USA: Platino (7)      |
| 1991                                                                                               | Use Your Illusion II - Pubblicato: 17 settembre 1991 - Etichetta: Geffen - Formati: CD, LP, MC, download digitale   | 1           | 1           | 1           | 1           | 2           | 2           | 2           | 2           | 1           | 4           | 2           | 1           | 20.000.000 | - AUS: Platino (5) - CAN: Platino (9) - GER: Oro (5) - ITA: Platino - UK: Platino - USA: Platino (7)       |
| 1993                                                                                               | The Spaghetti Incident? - Pubblicato: 23 novembre 1993 - Etichetta: Geffen - Formati: CD, LP, MC, download digitale | 4           | 1           | 4           | 3           | 5           | 3           | 4           | 2           | 3           | 2           | 3           | 2           | 6.000.000  | - AUS: Platino - CAN: Platino (3) - GER: Oro - ITA: Oro - UK: Oro - USA: Platino                           |
| 2008                                                                                               | Chinese Democracy - Pubblicato: 23 novembre 2008 - Etichetta: Geffen - Formati: CD, LP, download digitale           | 3           | 3           | 3           | 1           | 2           | 3           | 4           | 2           | 1           | 4           | 1           | 2           | 5.000.000  | - AUS: Platino - GER: Oro - ITA: Oro - UK: Platino - USA: Platino                                          |
| "—" indica una pubblicazione che non si è classificata o che non è stata pubblicata in quel Paese. | |             |             |             |             |             |             |             |             |             |             |             |             |            | |

### Album dal vivo
| Anno | Titolo | Classifiche | Classifiche | Classifiche | Classifiche | Classifiche | Classifiche | Classifiche | Classifiche | Classifiche | Classifiche | Classifiche | Classifiche | Certificazioni                      |
| Anno | Titolo | USA         | AUS         | AUT         | CAN         | GER         | ITA         | NL          | NOR         | NZL         | SWE         | SWI         | UK          | Certificazioni                      |
| ---- | --- | ----------- | ----------- | ----------- | ----------- | ----------- | ----------- | ----------- | ----------- | ----------- | ----------- | ----------- | ----------- | ----------------------------------- |
| 1999 | Live Era '87-'93 - Pubblicato: 23 novembre 1999 - Etichetta: Geffen - Formati: CD, LP, MC, download digitale | 45          | 57          | 29          | 25          | 53          | 29          | 16          | 17          | 32          | 49          | 31          | 45          | - CAN: Platino - UK: Oro - USA: Oro |

### Raccolte
| Anno                                                                                               | Titolo                                                                                             | Classifiche | Classifiche | Classifiche | Classifiche | Classifiche | Classifiche | Classifiche | Classifiche | Classifiche | Classifiche | Classifiche | Classifiche | Certificazioni                                                                                               |
| Anno                                                                                               | Titolo                                                                                             | USA         | AUS         | AUT         | CAN         | GER         | ITA         | NL          | NOR         | NZL         | SWE         | SWI         | UK          | Certificazioni                                                                                               |
| -------------------------------------------------------------------------------------------------- | -------------------------------------------------------------------------------------------------- | ----------- | ----------- | ----------- | ----------- | ----------- | ----------- | ----------- | ----------- | ----------- | ----------- | ----------- | ----------- | --- |
| 1998                                                                                               | Use Your Illusion - Pubblicato: 25 agosto 1998 - Etichetta: Geffen - Formati: CD, LP, CS           | —           | —           | —           | —           | —           | —           | —           | —           | —           | —           | —           | —           | |
| 2004                                                                                               | Greatest Hits - Pubblicato: 23 marzo 2004 - Etichetta: Geffen - Formati: CD, MC, download digitale | 3           | 5           | 1           | 2           | 4           | 2           | 3           | 1           | 1           | 2           | 2           | 1           | - AUS: Platino (9) - CAN: Platino (2) - GER: Platino - ITA: Platino (2) - UK: Platino (8) - USA: Platino (5) |
| 2010                                                                                               | Family Tree - Pubblicato: marzo 2010 - Etichetta: Music Brokers - Formati: CD                      | —           | —           | —           | —           | —           | —           | —           | —           | —           | —           | —           | —           | |
| "—" indica una pubblicazione che non si è classificata o che non è stata pubblicata in quel Paese. | |             |             |             |             |             |             |             |             |             |             |             |             | |

## Extended play
| Anno | Titolo                                                                                          |
| ---- | ----------------------------------------------------------------------------------------------- |
| 1986 | Live ?!*@ Like a Suicide - Pubblicato: 16 dicembre 1986 - Etichetta: UZI Suicide - Formati: 12" |
| 1987 | Guns N' Roses - Pubblicato: 28 giugno 1987 - Etichetta: Geffen - Formati: 12", CD               |
| 1993 | The "Civil War" EP - Pubblicato: 24 maggio 1993 - Etichetta: Geffen - Formati: 12", CD, LP      |
| 2022 | Hard Skool - Pubblicato: 25 febbraio 2022 - Etichetta: Geffen - Formati: CD, MC, 7"             |

## Singoli
| Anno                                                                                               | Titolo                    | Classifiche | Classifiche | Classifiche | Classifiche | Classifiche | Classifiche | Classifiche | Classifiche | Classifiche | Classifiche | Classifiche | Classifiche | Classifiche | Certificazioni                                                        | Album di provenienza                               |
| Anno                                                                                               | Titolo                    | USA         | USA Main    | AUS         | AUT         | GER         | IRE         | ITA         | NL          | NOR         | NZL         | SWE         | SWI         | UK          | Certificazioni                                                        | Album di provenienza                               |
| -------------------------------------------------------------------------------------------------- | ------------------------- | ----------- | ----------- | ----------- | ----------- | ----------- | ----------- | ----------- | ----------- | ----------- | ----------- | ----------- | ----------- | ----------- | --------------------------------------------------------------------- | -------------------------------------------------- |
| 1987                                                                                               | It's So Easy              | —           | —           | —           | —           | —           | —           | —           | —           | —           | —           | —           | —           | 84          |                                                                       | Appetite for Destruction                           |
| 1987                                                                                               | Welcome to the Jungle     | 7           | 37          | 41          | —           | —           | 14          | —           | 84          | —           | 6           | —           | —           | 24          | - ITA: Platino - UK: Platino (2) - USA: Oro                           | Appetite for Destruction                           |
| 1988                                                                                               | Sweet Child o' Mine       | 1           | 7           | 11          | —           | —           | 4           | —           | 20          | —           | 5           | 27          | 15          | 6           | - ITA: Platino (3) - UK: Platino (4) - USA: Platino                   | Appetite for Destruction                           |
| 1988                                                                                               | Paradise City             | 5           | 14          | 48          | —           | —           | 1           | —           | 2           | 4           | 2           | 3           | 7           | 6           | - GER: Oro - ITA: Platino - UK: Platino (2)                           | Appetite for Destruction                           |
| 1989                                                                                               | Patience                  | 4           | 7           | 16          | —           | 38          | 2           | —           | 3           | —           | 4           | —           | 16          | 10          | - AUS: Oro - ITA: Oro - UK: Argento - USA: Oro                        | G N' R Lies                                        |
| 1989                                                                                               | Nightrain                 | 93          | 26          | 61          | —           | —           | 2           | —           | —           | —           | 21          | —           | —           | 17          |                                                                       | Appetite for Destruction                           |
| 1991                                                                                               | You Could Be Mine         | 29          | 3           | 3           | 8           | 5           | 2           | 2           | 4           | 2           | 2           | 2           | 2           | 3           | - AUS: Platino - UK: Argento - USA: Oro                               | Use Your Illusion II                               |
| 1991                                                                                               | Don't Cry                 | 10          | 3           | 5           | —           | 22          | 1           | 10          | 7           | 2           | 2           | 9           | 3           | 8           | - AUS: Oro - ITA: Platino - UK: Argento - USA: Oro                    | Use Your Illusion I                                |
| 1991                                                                                               | Live and Let Die          | 33          | 20          | 10          | 27          | 33          | 5           | 22          | 13          | 3           | 1           | 15          | 19          | 5           | - UK: Argento                                                         | Use Your Illusion I                                |
| 1992                                                                                               | November Rain             | 3           | 15          | 5           | 27          | 9           | 3           | 26          | 3           | 7           | 7           | 38          | 8           | 4           | - AUS: Platino (2) - GER: Oro - ITA: Platino - UK: Platino - USA: Oro | Use Your Illusion I                                |
| 1992                                                                                               | Knockin' on Heaven's Door | —           | 18          | 12          | 3           | 5           | 1           | 8           | 1           | 6           | 2           | 10          | 5           | 2           | - AUS: Oro - ITA: Platino - UK: Oro                                   | Use Your Illusion II                               |
| 1992                                                                                               | Yesterdays                | 72          | 13          | 14          | 18          | 23          | 5           | —           | 7           | 5           | 7           | 16          | 19          | 8           |                                                                       | Use Your Illusion II                               |
| 1993                                                                                               | Civil War                 | —           | 4           | 45          | —           | —           | 15          | —           | 16          | 10          | 27          | —           | —           | 11          |                                                                       | Use Your Illusion II                               |
| 1993                                                                                               | Ain't It Fun              | —           | 8           | —           | —           | 34          | 14          | 19          | 22          | 3           | 36          | 5           | 15          | 9           |                                                                       | The Spaghetti Incident?                            |
| 1993                                                                                               | Hair of the Dog           | —           | 11          | —           | —           | —           | —           | —           | —           | —           | —           | —           | —           | —           |                                                                       | The Spaghetti Incident?                            |
| 1994                                                                                               | Estranged                 | —           | 16          | 40          | —           | —           | —           | —           | —           | —           | 28          | 26          | 41          | —           |                                                                       | Use Your Illusion II                               |
| 1994                                                                                               | Since I Don't Have You    | 69          | —           | 47          | —           | —           | 16          | —           | —           | —           | 48          | 40          | —           | 10          |                                                                       | The Spaghetti Incident?                            |
| 1994                                                                                               | Sympathy for the Devil    | 55          | 10          | 12          | 17          | 20          | 5           | 5           | 9           | 5           | 13          | 7           | 15          | 9           |                                                                       | Interview with the Vampire Soundtrack              |
| 2008                                                                                               | Chinese Democracy         | 34          | 5           | —           | 26          | 38          | 3           | 7           | 15          | 1           | 27          | 3           | 11          | 27          |                                                                       | Chinese Democracy                                  |
| 2008                                                                                               | Better                    | —           | 18          | —           | —           | —           | —           | —           | —           | —           | —           | —           | —           |             |                                                                       | Chinese Democracy                                  |
| 2009                                                                                               | Street of Dreams          | —           | —           | —           | —           | —           | —           | —           | —           | —           | —           | —           | —           | —           |                                                                       | Chinese Democracy                                  |
| 2018                                                                                               | Shadow of Your Love       | —           | 5           | —           | —           | —           | —           | —           | —           | —           | —           | —           | —           | —           |                                                                       | Appetite for Destruction: Locked N' Loaded Edition |
| 2021                                                                                               | Absurd                    | —           | —           | —           | —           | —           | —           | —           | —           | —           | —           | —           | —           | —           |                                                                       | Hard Skool                                         |
| 2021                                                                                               | Hard Skool                | —           | —           | —           | —           | —           | —           | —           | —           | —           | —           | —           | —           | —           |                                                                       | Hard Skool                                         |
| 2023                                                                                               | Perhaps                   | —           | —           | —           | —           | —           | —           | —           | —           | —           | —           | —           | —           | —           |                                                                       | /                                                  |
| 2023                                                                                               | The General               | —           | —           | —           | —           | —           | —           | —           | —           | —           | —           | —           | —           | —           |                                                                       | /                                                  |
| "—" indica una pubblicazione che non si è classificata o che non è stata pubblicata in quel Paese. |                           |             |             |             |             |             |             |             |             |             |             |             |             |             |                                                                       |                                                    |

## Videografia

### Album video
| Anno | Titolo                                                                                                 |
| ---- | --- |
| 1992 | Use Your Illusion I - Pubblicato: 8 dicembre 1992 - Etichetta: Geffen - Formati: VHS, DVD              |
| 1992 | Use Your Illusion II - Pubblicato: 8 dicembre 1992 - Etichetta: Geffen - Formati: VHS, DVD             |
| 1993 | Garden of Eden: Strictly Limited Edition - Pubblicato: May 24, 1993 - Etichetta: Geffen - Formati: VHS |
| 1998 | Welcome to the Videos - Pubblicato: October 27, 1998 - Etichetta: Geffen - Formati: VHS, DVD           |
| 2014 | Appetite for Democracy 3D - Pubblicato: July 1, 2014 - Etichetta: Interscope/Universal - Formati: DVD  |

### Video musicali
| Anno | Titolo                                                                | Regista/i                                            |
| ---- | --------------------------------------------------------------------- | ---------------------------------------------------- |
| 1987 | It's So Easy (mai pubblicato)                                         | Nigel Dick                                           |
| 1987 | Welcome to the Jungle                                                 | Nigel Dick                                           |
| 1987 | Sweet Child o' Mine                                                   | Nigel Dick                                           |
| 1987 | Sweet Child o' Mine (versione alternativa)                            | Nigel Dick                                           |
| 1988 | Paradise City                                                         | Nigel Dick                                           |
| 1989 | Patience                                                              | Nigel Dick                                           |
| 1991 | Mr. Brownstone (mai pubblicato)                                       | Mark Racco                                           |
| 1991 | My Michelle (mai pubblicato)                                          | Mark Racco                                           |
| 1991 | You Could Be Mine (mai pubblicato)                                    | Mark Racco                                           |
| 1991 | You Could Be Mine (versione di Terminator 2 - Il giorno del giudizio) | Mark Racco Jeffrey Abelson Andy Morahan Stan Winston |
| 1991 | Don't Cry (versione originale)                                        | Andy Morahan                                         |
| 1991 | Don't Cry (versione con testo differente)                             | Andy Morahan                                         |
| 1991 | Live and Let Die                                                      | Josh Richman                                         |
| 1992 | November Rain                                                         | Andy Morahan                                         |
| 1992 | Knockin' on Heaven's Door (Live)                                      | Andy Morahan                                         |
| 1992 | Yesterdays                                                            | Andy Morahan                                         |
| 1992 | Garden of Eden                                                        | Andy Morahan                                         |
| 1993 | The Garden                                                            | Del James                                            |
| 1993 | Dead Horse                                                            | —                                                    |
| 1993 | Civil War (Live)                                                      | —                                                    |
| 1993 | Estranged                                                             | Andy Morahan                                         |
| 1994 | Since I Don't Have You                                                | Sante D'Orazio                                       |
| 2009 | Bad Apples                                                            | Andy Morahan                                         |
| 2009 | Better (diffuso nel 2012)                                             | Dale "Rage" Resteghini                               |